# Barbus tropidolepis
Barbus tropidolepis е вид лъчеперка от семейство Шаранови (Cyprinidae). Видът не е застрашен от изчезване.

## Разпространение
Разпространен е в Бурунди и Танзания.

## Описание
На дължина достигат до 85 cm.
Популацията на вида е намаляваща.